# 手塚眞
手塚眞（てづか まこと，1961年8月11日—），生于日本东京，其父為漫畫家手塚治虫。他將其父的漫畫改編成動畫，是一位動畫電影導演。

## 生平
手塚眞是手塚治虫的長子，從小就展現優秀繪畫能力，也長期沉浸在父親的漫畫中。手塚眞十九歲開始拍片，1999年以《白痴》獲威尼斯影展數位影像獎。2005年將父親最知名的《怪醫黑傑克》改編為動畫聲名大噪。手塚眞為《怪醫黑傑克》這部經典加入新元素，像是助手皮諾可使用電腦、手機等科技產品，引起許多話題。
手塚眞的新作是五月上檔的動畫電影，改編自手塚治虫漫畫的《佛陀》。手塚眞中學時就看過《佛陀》，「父親並未把佛陀擺在聖人的位置，而是將他人的一面展現出來，這點相當可貴。」
手塚眞說，手塚治虫最高紀錄曾同時進行七部漫畫的連載，一個月畫超過一千多張原稿，而且可以一次攤開七部作品，輪流作畫，能量驚人。
手塚治虫作品超過七百多部，手塚眞如數家珍，他印象最深刻的是《人間昆蟲記》。女主角為成功不擇手段，與多位男性發生關係，一步一步往上爬，最後留下名言：「人可以變成功，可是當你成功時，其實內心相對是很悲戚的。」當時還在求學的手塚眞看了十分震撼：「父親是很成功的人，我相信他也作了很多犧牲。但他以一位女性來傳達這段話，讓我不禁好奇他到底遭遇了多少事。」
2011年2月13日，手塚眞與妻子岡野玲子一同出席台灣東販在第19屆台北國際書展舉辦的「我眼中的父親」座談暨簽書會，可惜夫妻倆並未有同台畫面。手塚眞談到眼中的岡野玲子，他說「是人生最重要的夥伴吧」，兩人共喜共悲，看到對方就像看到自己一樣。
手塚眞笑說，他與妻子已經像是老夫老妻，兩人可以同處一室不發一語也不尷尬，安安靜靜的喝茶，彼此間無需言語。
手塚眞最後說道：「看著父親從事自己所喜歡的創作，將他心中想法傳遞給他人，又能帶給人快樂與幸福，這是人生的一大幸福。我想，能讓我身邊的人都感到幸福，那就是我的幸福。」

## 作品列表
- 佛陀
- 群星兄弟之傳說
- 白痴
- 怪醫黑傑克
- 手塚治蟲迷幻少女